# Злокукя
Злокукя (на сръбски: Александровац или Aleksandrovac, на влашки: Zlocuchea) е село в Сърбия, община Неготин, разположено е съвсем близо до границата с България. В 2011 година селото има 588 жители.

## История
Селото има предимно влашко население. От 1878 до 1919 година е в територията на България. През 1910 година селото е в Черномашничката селска община, която се е състояла от селата Черномашница и Злокукя, част от Кулската околия на Видинското окръжие. След като селото е включено в състава на Сърбия името му се е изписвало като Злокуче (на сръбски: Злокуће), а впоследствие е прекръстено на Александровац в чест на югославския крал Александър I Караджорджевич. През 1947 година по времето на Титова Югославия е върнато старото му име. От 1993 година отново е преименувано на Александровац.